# 日日是好日

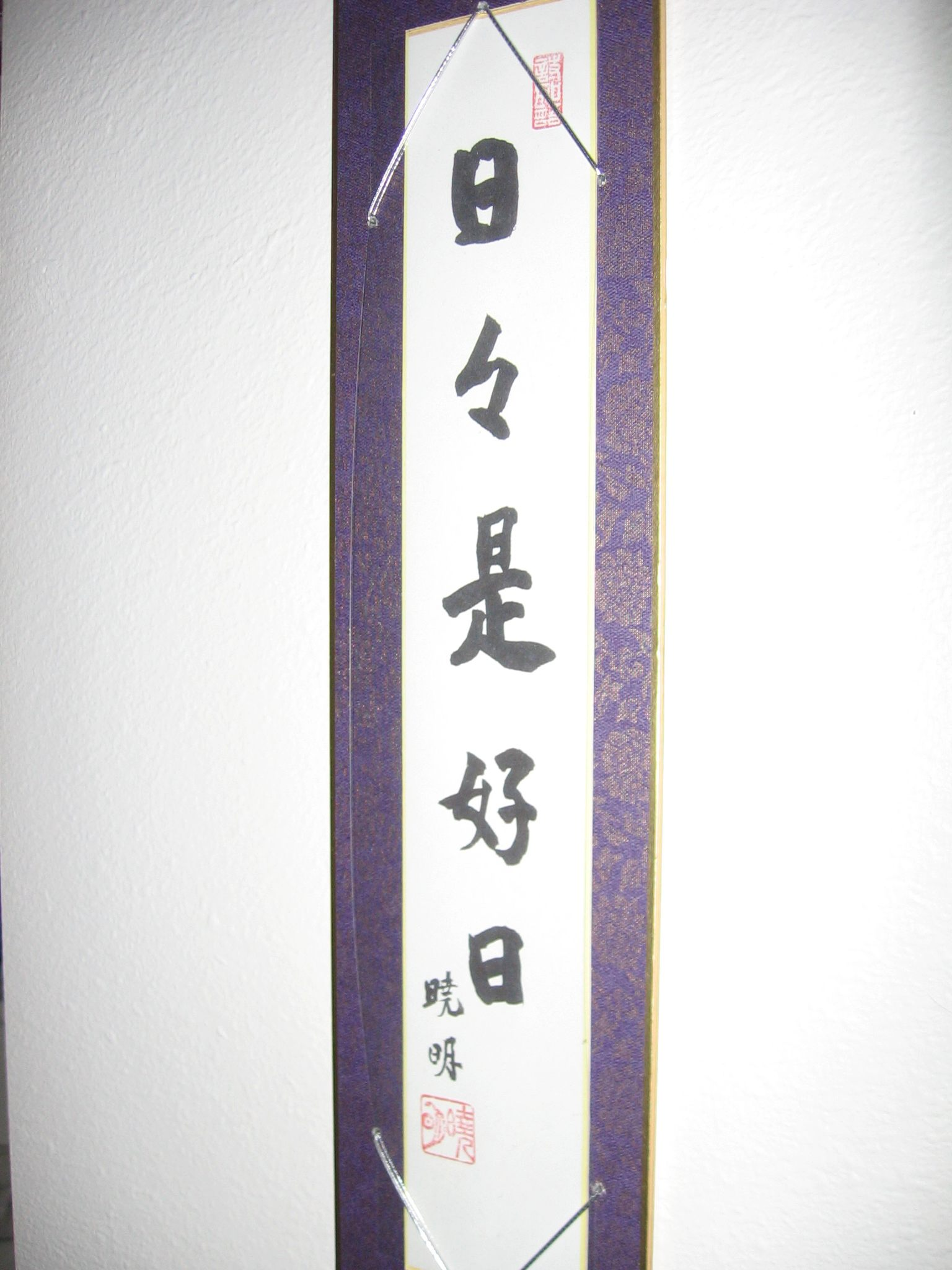
久保瀬暁明の書。

日日是好日（にちにちこれこうにち、にちにちこれこうじつ、ひびこれこうじつ）は、禅語のひとつ。元々は唐末の禅僧雲門文偃の言葉とされ、『雲門広録』巻中を出典とするが、一般には『碧巌録』第六則に収められている公案として知られる。日々是好日、雲門日日是好日、雲門日々是好日、雲門好日、雲門十五日と表記されることもある。

## 読み
日本語の禅語としては「にちにちこれこうにち」と読むのが正しいとされるが、「にちにちこれこうじつ」とする例もある。
「ひびこれこうじつ」とも読み、その読みで作品名などになっている例もあるが、同様に「ひびこれこうにち」、「ひびこれよきひ」とする例もある。

## 碧巌録
『碧巌録』第六則の記述は以下の通りである。
| 擧。雲門垂語云。十五日已前不問汝、十五日已後道󠄁將一句來。自代云。日日是好日。 |

大意：「雲門文偃は、かつて『ここまでの15日間のことはお前に問わないが、これからの15日間をどうするか一言で言ってみよ』と問い、それに自ら答えて『毎日が良い日だ』と述べたというが、これはどういうことか」。

## 意味
「日日是好日」は、表面上の文字通りには「毎日毎日が素晴らしい」という意味であるが、そこから、年月日それぞれにおいて切れ目を立てる事は心を改める道であり、昨日と明日の間にある今日を精一杯生きる事の大切さや、毎日が良い日となるよう努めるべきだと述べているとする解釈や、さらに進んで、そもそも日々について良し悪しを考え一喜一憂することが誤りであり常に今この時が大切なのだ、あるいは、あるがままを良しとして受け入れるのだ、と述べているなどとする解釈がなされている。